# Slag der Grenzen
De Slag der Grenzen is een serie veldslagen in de Eerste Wereldoorlog tussen 7 augustus en 13 september 1914 in de Ardense regio en het noorden van Metz tussen Frankrijk en Duitse keizerrijk.
De Fransen trekken België binnen maar stuiten op 22 augustus 1914 op twee Duitse legers. De Fransen lijden zware verliezen. Hun 3e leger onder generaal Pierre Ruffey wordt vernietigd en ook het 4e leger van generaal Fernand de Langle de Cary wordt zwaar toegetakeld. De Fransen trekken zich terug tussen de Maas en de Marne, om zich te verschansen op de versterkingen van Verdun.
Op 21 augustus gebruiken de Duitsers in Tamines bij Charleroi een levend schild van 650 burgers tegen de Franse kogels. Hun opzet mislukt, ze steken de huizen in brand en er sterven 383 burgers, neergeschoten door Duitse machinegeweren, verdronken, of in het water doodgeschoten.
Dinant wordt in de ochtend van 22 augustus binnengevallen door het Duitse 3e leger. Meer dan 80 mannen worden doodgeschoten, daarna wordt de stad in brand gestoken. Ook de volgende dag worden burgers (vooral vrouwen en kinderen) vermoord en tegen de avond branden 1200 huizen.
Bij het derde gevecht in de Slag der Grenzen laat de Franse opperbevelhebber, generaal Joseph Joffre, het 5e leger van generaal Charles Lanrezac tussen Samber en Maas (de streek tussen Samber en Maas) stelling nemen om zo de Duitse opmars te blokkeren. De Duitsers gebruiken zware houwitsers om Namen in te kunnen nemen en er sneuvelen meer dan 27.000 Franse soldaten. Namen valt uiteindelijk op 25 augustus.
Tijdens de Slag bij Bergen op 23 augustus is er een eerste contact tussen de Duitsers en de Britten. De Britten verliezen veel manschappen van het 4e Bataljon, de Royal Fusiliers, na een aanval door Duitse infanteristen. De British Expeditionary Force doden veel Duitse soldaten van het 1e leger onder generaal Alexander von Kluck, maar daarna worden ze vijf km achteruit gedwongen en omdat het Franse 5e leger onder generaal Lanrezac zich te ver naar het oosten heeft moeten terugtrekken, moeten de Britten wijken.
Op 24 augustus krijgt het Britse 4e Bataljon de opdracht zich terug te trekken naar Le Cateau. Dit gebeurt tot 27 augustus onder voortdurende gevechten met het Duitse 1e leger onder generaal Alexander von Kluck. De Duitse aanvallen worden afgeweerd door het Britse 2e korps onder generaal Horace Smith Dorrien ten koste van 7800 doden. De Britse terugtocht lijkt op een vlucht, maar ze kunnen toch ontsnappen.
Zo komt er een eind aan de Slag der Grenzen.
De Duitsers maken echter een misrekening. De Duitse bevelhebber Helmuth von Moltke past het Schlieffenplan aan naar aanleiding van de ongeorganiseerde terugtrekking van de Fransen en Britten. Hij evalueert de strategische situatie echter verkeerd en hij stuurt Duitse troepen naar Parijs, maar ook naar de Elzas als versterking voor een nieuwe aanval. Hij stuurt ook nog twee korpsen naar het oostfront. Andere eenheden belegeren Maubeuge en Antwerpen.
De Franse generaal Joseph Joffre kent nu de locatie van de Duitse troepen en bereidt een tegenaanval voor in het noordoosten van Frankrijk. De Franse troepen in Verdun moeten ter plaatse blijven als anker voor het komende offensief. Hij stelt twee nieuwe legers samen, het 6e leger onder generaal Ferdinand Foch en het 9e leger onder generaal Michel Maunoury.